# Koszykówka na Island Games 2009
Turniej koszykówki na Island Games 2009 trwał w dniach 28 czerwca - 4 lipca, a więc przez całą długość imprezy. Wszystkie mecze rozgrywały się w Eckeröhallen, leżącej w miejscowości Eckerö. Powierzchnia zajmowana przez cały kompleks sportowy w tamtym miejscu to 11 300 m².

## Konkurencja męska
W męskiej konkurencji koszykarskiej brało udział dziewięć następujących reprezentacji: Bermudy, Gibraltar, Jersey, Kajmany, Minorka, Rodos, Sarema, Wyspa Man oraz Wyspy Alandzkie.

### Medaliści
| Medal  | Kraj    |
| ------ | ------- |
| Złoto  | Bermudy |
| Srebro | Minorka |
| Brąz   | Rodos   |

### Faza grupowa
Turniej przebiegał w sposób następujący:

#### Grupa A
| Grupa A   | Grupa A | Grupa A | Grupa A   | Grupa A | Grupa A  | Grupa A | Grupa A |
| Drużyna   | Mecze   | Wygrane | Przegrane | Kosze   | Kosze    | Kosze   | Punkty  |
| Drużyna   | Mecze   | Wygrane | Przegrane | Rzucone | Stracone | Różnica | Punkty  |
| --------- | ------- | ------- | --------- | ------- | -------- | ------- | ------- |
| Minorka   | 2       | 2       | 0         | 194     | 81       | 113     | 4       |
| Gibraltar | 2       | 1       | 1         | 128     | 131      | -3      | 3       |
| Wyspa Man | 2       | 0       | 2         | 97      | 207      | -110    | 2       |

28 czerwca 2009
16:45
| Minorka | 75:40 | Gibraltar |

| Eckeröhallen, Eckerö |

29 czerwca 2009
16:45
| Wyspa Man | 41:119 | Minorka |

| Eckeröhallen, Eckerö |

30 czerwca 2009
12:45
| Gibraltar | 88:56 | Wyspa Man |

| Eckeröhallen, Eckerö |

#### Grupa B
| Grupa B | Grupa B | Grupa B | Grupa B   | Grupa B | Grupa B  | Grupa B | Grupa B |
| Drużyna | Mecze   | Wygrane | Przegrane | Kosze   | Kosze    | Kosze   | Punkty  |
| Drużyna | Mecze   | Wygrane | Przegrane | Rzucone | Stracone | Różnica | Punkty  |
| ------- | ------- | ------- | --------- | ------- | -------- | ------- | ------- |
| Bermudy | 2       | 2       | 0         | 182     | 104      | 78      | 4       |
| Kajmany | 2       | 1       | 1         | 181     | 111      | 70      | 3       |
| Jersey  | 2       | 0       | 2         | 62      | 210      | -148    | 2       |

28 czerwca 2009
16:45
| Bermudy | 82:71 | Kajmany |

| Eckeröhallen, Eckerö |

29 czerwca 2009
16:45
| Jersey | 33:100 | Bermudy |

| Eckeröhallen, Eckerö |

30 czerwca 2009
14:30
| Kajmany | 110:29 | Jersey |

| Eckeröhallen, Eckerö |

#### Grupa C
| Grupa C         | Grupa C | Grupa C | Grupa C   | Grupa C | Grupa C  | Grupa C | Grupa C |
| Drużyna         | Mecze   | Wygrane | Przegrane | Kosze   | Kosze    | Kosze   | Punkty  |
| Drużyna         | Mecze   | Wygrane | Przegrane | Rzucone | Stracone | Różnica | Punkty  |
| --------------- | ------- | ------- | --------- | ------- | -------- | ------- | ------- |
| Rodos           | 2       | 2       | 0         | 218     | 112      | 106     | 4       |
| Sarema          | 2       | 1       | 1         | 190     | 103      | 87      | 3       |
| Wyspy Alandzkie | 2       | 0       | 2         | 68      | 261      | -193    | 2       |

28 czerwca 2009
19:00
| Rodos | 77:70 | Sarema |

| Eckeröhallen, Eckerö |

29 czerwca 2009
19:00
| Wyspy Alandzkie | 42:141 | Rodos |

| Eckeröhallen, Eckerö |

30 czerwca 2009
12:15
| Sarema | 120:26 | Wyspy Alandzkie |

| Eckeröhallen, Eckerö |

### Play offy

#### Grupa 01
| Grupa 01 | Grupa 01 | Grupa 01 | Grupa 01  | Grupa 01 | Grupa 01 | Grupa 01 | Grupa 01 |
| Drużyna  | Mecze    | Wygrane  | Przegrane | Kosze    | Kosze    | Kosze    | Punkty   |
| Drużyna  | Mecze    | Wygrane  | Przegrane | Rzucone  | Stracone | Różnica  | Punkty   |
| -------- | -------- | -------- | --------- | -------- | -------- | -------- | -------- |
| Minorka  | 1        | 1        | 0         | 69       | 57       | 12       | 2        |
| Bermudy  | 1        | 1        | 0         | 77       | 76       | 1        | 2        |
| Rodos    | 2        | 0        | 2         | 133      | 146      | -13      | 2        |

1 lipca 2009
12:15
| Rodos | 57:69 | Minorka |

| Eckeröhallen, Eckerö |

2 lipca 2009
16:45
| Bermudy | 77:76 | Rodos |

| Eckeröhallen, Eckerö |

#### Grupa 02
| Grupa 02  | Grupa 02 | Grupa 02 | Grupa 02  | Grupa 02 | Grupa 02 | Grupa 02 | Grupa 02 |
| Drużyna   | Mecze    | Wygrane  | Przegrane | Kosze    | Kosze    | Kosze    | Punkty   |
| Drużyna   | Mecze    | Wygrane  | Przegrane | Rzucone  | Stracone | Różnica  | Punkty   |
| --------- | -------- | -------- | --------- | -------- | -------- | -------- | -------- |
| Kajmany   | 2        | 2        | 0         | 175      | 143      | 32       | 4        |
| Sarema    | 2        | 1        | 1         | 149      | 120      | 29       | 3        |
| Gibraltar | 2        | 0        | 2         | 119      | 180      | -61      | 2        |

1 lipca 2009
12:15
| Sarema | 85:40 | Gibraltar |

| Eckeröhallen, Eckerö |

2 lipca 2009
19:00
| Kajmany | 95:79 | Gibraltar |

| Eckeröhallen, Eckerö |

3 lipca 2009
16:45
| Sarema | 64:80 | Kajmany |

| Eckeröhallen, Eckerö |

#### Grupa 03
| Grupa 03        | Grupa 03 | Grupa 03 | Grupa 03  | Grupa 03 | Grupa 03 | Grupa 03 | Grupa 03 |
| Drużyna         | Mecze    | Wygrane  | Przegrane | Kosze    | Kosze    | Kosze    | Punkty   |
| Drużyna         | Mecze    | Wygrane  | Przegrane | Rzucone  | Stracone | Różnica  | Punkty   |
| --------------- | -------- | -------- | --------- | -------- | -------- | -------- | -------- |
| Wyspa Man       | 2        | 2        | 0         | 149      | 112      | 37       | 4        |
| Jersey          | 2        | 1        | 1         | 133      | 102      | 31       | 3        |
| Wyspy Alandzkie | 2        | 0        | 2         | 93       | 161      | -68      | 2        |

1 lipca 2009
14:30
| Wyspy Alandzkie | 54:86 | Wyspa Man |

| Eckeröhallen, Eckerö |

2 lipca 2009
16:45
| Jersey | 75:39 | Wyspy Alandzkie |

| Eckeröhallen, Eckerö |

3 lipca 2009
19:00
| Wyspa Man | 63:58 | Jersey |

| Eckeröhallen, Eckerö |

### Mecze finałowe
Mecz o brązowy medal

4 lipca 2009
10:00
| Rodos | 73:63 | Kajmany |

| Eckeröhallen, Eckerö |

Mecz finałowy

4 lipca 2009
14:30
| Minorka | 75:83 | Bermudy |

| Eckeröhallen, Eckerö |

## Konkurencja żeńska
W żeńskiej konkurencji koszykarskiej brało udział pięć następujących reprezentacji: Gibraltar, Guernsey, Minorka, Wyspa Man oraz Wyspy Alandzkie.

### Medalistki
| Medal  | Kraj      |
| ------ | --------- |
| Złoto  | Minorka   |
| Srebro | Guernsey  |
| Brąz   | Gibraltar |

### Faza grupowa
Turniej przebiegał w sposób następujący:
| Grupa 03        | Grupa 03 | Grupa 03 | Grupa 03  | Grupa 03 | Grupa 03 | Grupa 03 | Grupa 03 |
| Drużyna         | Mecze    | Wygrane  | Przegrane | Kosze    | Kosze    | Kosze    | Punkty   |
| Drużyna         | Mecze    | Wygrane  | Przegrane | Rzucone  | Stracone | Różnica  | Punkty   |
| --------------- | -------- | -------- | --------- | -------- | -------- | -------- | -------- |
| Minorka         | 4        | 4        | 0         | 369      | 129      | 240      | 8        |
| Guernsey        | 4        | 3        | 1         | 291      | 173      | 118      | 7        |
| Gibraltar       | 4        | 2        | 2         | 304      | 179      | 125      | 6        |
| Wyspa Man       | 4        | 1        | 3         | 118      | 341      | -223     | 5        |
| Wyspy Alandzkie | 4        | 0        | 4         | 105      | 365      | -260     | 4        |

28 czerwca 2009
14:30
| Minorka | 111:19 | Wyspa Man |

| Eckeröhallen, Eckerö |

28 czerwca 2009
14:30
| Guernsey | 72:50 | Gibraltar |

| Eckeröhallen, Eckerö |

29 czerwca 2009
14:30
| Wyspa Man | 51:48 | Wyspy Alandzkie |

| Eckeröhallen, Eckerö |

29 czerwca 2009
14:30
| Guernsey | 51:73 | Minorka |

| Eckeröhallen, Eckerö |

30 czerwca 2009
10:00
| Wyspa Man | 23:89 | Guernsey |

| Eckeröhallen, Eckerö |

30 czerwca 2009
10:00
| Gibraltar | 114:18 | Wyspy Alandzkie |

| Eckeröhallen, Eckerö |

1 lipca 2009
10:00
| Gibraltar | 93:25 | Wyspa Man |

| Eckeröhallen, Eckerö |

1 lipca 2009
10:00
| Wyspy Alandzkie | 12:121 | Minorka |

| Eckeröhallen, Eckerö |

2 lipca 2009
14:30
| Wyspy Alandzkie | 27:79 | Guernsey |

| Eckeröhallen, Eckerö |

2 lipca 2009
14:30
| Minorka | 64:47 | Gibraltar |

| Eckeröhallen, Eckerö |

### Faza pucharowa
|  |           |           |           |          |    |         |         |       |
|  | Półfinały | Półfinały | Półfinały |          |    | Finał   | Finał   | Finał |
|  | Półfinały | Półfinały | Półfinały |          |    | Finał   | Finał   | Finał |
|  |           |           |           |          |    |         |         |       |
|  |           |           |           |          |    |         |         |       |
|  | Minorka   | Minorka   | 71        |          |    |         |         |       |
|  | Minorka   | Minorka   | 71        |          |    |         |         |       |
|  | Wyspa Man | Wyspa Man | 20        |          |    |         |         |       |
|  | Wyspa Man | Wyspa Man | 20        |          |    | Minorka | Minorka | 66    |
|  |           |           |           |          |    | Minorka | Minorka | 66    |
|  |           |           | Guernsey  | Guernsey | 39 |         |         |       |
|  | Guernsey  | Guernsey  | Guernsey  | Guernsey | 39 | 67      |         |       |
|  | Guernsey  | Guernsey  |           |          |    |         |         |       |
|  | Gibraltar | Gibraltar | 64        |          |    |         |         |       |
|  | Gibraltar | Gibraltar | 64        |          |    |         |         |       |
|  |           |           |           |          |    |         |         |       |

Półfinał

3 lipca 2009
12:15
| Minorka | 71:20 | Wyspa Man |

| Eckeröhallen, Eckerö |

Półfinał

3 lipca 2009
14:30
| Guernsey | 67:64 | Gibraltar |

| Eckeröhallen, Eckerö |

Mecz o brązowy medal

4 lipca 2009
10:00
| Gibraltar | 100:26 | Wyspa Man |

| Eckeröhallen, Eckerö |

Finał

4 lipca 2009
12:15
| Minorka | 66:39 | Guernsey |

| Eckeröhallen, Eckerö |